# Helvella
Helvella és un gènere de fongs ascomicots de la família de les helvel·làcies (Helvellaceae). El nom del gènere prové d'un tipus de planta aromàtica d'Itàlia. A Espanya tot el gènere està inclòs dins la llista de plantes de venda regulada.

## Característiques
El bolets d'aquest gènere es distingeixen per la forma irregular del capell, el peu estriat i la seva superfície inferior vellosa.

## Distribució
Estan distribuïts a Amèrica del Nord i a Europa. Quan es mengen crus poden causar problemes gastrointestinals. Les espècies més conegudes són H. crispa, de color blanquinós i H. lacunosa, de color grisenc.

## Taxonomia
El gènere Helvella inclou unes 150 espècies, entre les que destaquen:
- Helvella acetabulum
- Helvella albella
- Helvella albipes
- Helvella atra
- Helvella confusa
- Helvella corium
- Helvella costifera
- Helvella crispa
- Helvella cupuliformis
- Helvella dissingi
- Helvella dryophila[4]
- Helvella elastica
- Helvella engleriana
- Helvella ephippium
- Helvella fibrosa[5]
- Helvella fusca
- Helvella griseoalba
- Helvella juniperi[6]
- Helvella lacunosa
- Helvella latispora
- Helvella leucomelaena
- Helvella leucopus
- Helvella macropus
- Helvella monachella
- Helvella pezizoides
- Helvella phlebophora
- Helvella queletii
- Helvella silvicola
- Helvella solitaria
- Helvella subglabra
- Helvella terrestris[7]
- Helvella vespertina[4]
- Helvella zhongtiaoensis[8]